# Fenne Lily
Pour les articles homonymes, voir Lily.
Fenne Lily (née le 22 janvier 1997) est une auteure-compositrice-interprète britannique d'indie folk. Son premier album studio, On Hold, est sorti en 2018.

## Biographie

### Enfance et études
Fenne Lily naît dans le Dorset, en Angleterre. Elle a un frère, à qui sa chanson Brother est dédiée. Elle fréquente la Beaminster School jusqu'à l'âge de 16 ans, et commence à donner des concerts à Bristol vers l'âge de 15 ans.

### Débuts (2016–2018)
En 2016, Lily commence à jouer dans des festivals de musique à travers le Royaume-Uni. Au T in the Park Festival, elle joue une session sur la scène BBC Music Introducing. Cette année-là, Fenne Lily joue également au Larmer Tree Festival, au Latitude Festival, au Bluedot Festival, au Farmfestival, au Port Eliot Festival, au Layers, au Sŵn Festival et au High and Lonesome Festival. En 2017, Lily reçoit une bourse Momentum de la Performing Rights Society.
Son premier album studio, On Hold, est auto-publié début 2018. Pendant ce temps, elle soutient également Dodie lors de sa tournée au Royaume-Uni en 2018. En août 2018, Lily joue sur la scène Rising au Green Man Festival au Pays de Galles. Un créneau de support avec Lucy Dacus suit à l'automne, et le duo a ensuite fait une tournée aux États-Unis. Lily est chaleureusement accueillie aux États-Unis. Elle retourne au Royaume-Uni à la mi-2019.

### BreachetBig Picture(depuis 2020)
En 2020, Lily sort Hypocondriac, son premier single sur Dead Oceans, suivi de son deuxième single To Be a Woman Pt. 2, sorti en avril 2020. En juin 2020, elle sort son premier single intitulé Alapathy de son prochain album studio ainsi qu'un clip vidéo pour l'accompagner, et dévoile les détails de son album studio, Breach. Le 26 août 2020, Lily sort le single Solipsism accompagné d'un clip vidéo. Le 18 septembre 2020, elle sort son deuxième album studio, Breach. À l'automne 2021, Lily s’est lancée dans une tournée britannique. Elle était soutenue par ses compatriotes de Bristol Langkamer et par l'auteure-compositrice-interprète basée à Northampton, Katie Malco. 
Le 17 janvier 2023, elle sort le premier single Lights Light Up de son prochain album studio Big Picture et annonce des dates de tournée en Europe et aux États-Unis. Big Picture sort le 14 avril 2023.

## Discographie

### Albums studio
- 2018 : On Hold
- 2020 : Breach
- 2023 : Big Picture